# Mario Camicia
(Incipit di ogni telecronaca)
Mario Camicia (Milano, 31 luglio 1941 – Carate Brianza, 27 dicembre 2011) è stato un giornalista e telecronista sportivo italiano.

## Biografia
Dopo una breve carriera da golfista (arrivò fino alla nazionale juniores), svolse l'attività di fotografo professionista. Negli anni sessanta iniziò a collaborare per la rivista della Federazione Italiana Golf, per poi cofondare il Periodico del Golf Italiano.
Iniziò la carriera di telecronista sportivo sin dagli albori della televisione commerciale: dal 1982 commentò le gare di golf, inizialmente sulle reti Mediaset, poi, con la nascita della pay tv, su Tele+ e, successivamente, su Sky Italia. Le sue telecronache erano apprezzate per l'ironia, la competenza e la spontaneità con cui commentava i più importanti tornei golfistici del mondo, spesso sfociando in un tifo "da stadio" quando erano in campo i golfisti italiani, come Costantino Rocca, Edoardo e Francesco Molinari e Matteo Manassero.
Nella sua attività di giornalista sportivo fu anche direttore della rivista Il Grande Golf e del periodico Golf&Turismo, nonché collaboratore de La Gazzetta dello Sport e de Il Giornale.
Fu per anni nel comitato organizzatore dell'Open d'Italia, di cui divenne direttore del torneo e coordinatore fino al 1992.
Mario Camicia è morto a Carate Brianza il 27 dicembre 2011 all'età di 70 anni, in seguito ad un arresto respiratorio, causato dalle complicazioni derivanti da un'operazione chirurgica a cui si era sottoposto nell'agosto precedente, dopo la quale era stato posto in coma artificiale.